# Marysville (Ohio)
Marysville é uma cidade localizada no estado norte-americano de Ohio, no Condado de Union.

## Demografia
Segundo o censo norte-americano de 2000, a sua população era de 15.942 habitantes.
Em 2006, foi estimada uma população de 17.621, um aumento de 1679 (10.5%).

## Geografia
De acordo com o United States Census Bureau tem uma área de
40,4 km², dos quais 40,2 km² cobertos por terra e 0,2 km² cobertos por água. Marysville localiza-se a aproximadamente 296 m acima do nível do mar.

## Localidades na vizinhança
O diagrama seguinte representa as localidades num raio de 16 km ao redor de Marysville.